# بيرونية (الأرجنتين)
البيرونية (بالإسبانية: Peronismo)، أو العدالة الاجتماعية (Justicialismo)، والمعروفة كذلك بالعدلية، هي حركة سياسية أرجنتينية تستند إلى أفكار الحاكم الأرجنتيني خوان بيرون (1895-1974) وإرثه. اتسمت بكونها حركة مؤثرة في السياسة الأرجنتينية في القرنين العشرين والواحد والعشرين. منذ عام 1946، فاز البيرونيون بـ10 انتخابات رئاسية من أصل 13 سُمح لهم بالترشح فيها. الحزب البيروني الرئيسي هو الحزب العدلي. اختلفت سياسات الرؤساء البيرونيين اختلافًا كبيرًا، إلا أنه جرى وصف الأيديولوجية العامة بأنها «مزيج مبهم من القومية والحركة العمالية» أو الشعوبية.
تولى بيرون منصب وزير العمل في الأرجنتين بعد مشاركته في الانقلاب العسكري في عام 1943 وانتُخب رئيسًا للأرجنتين في عام 1946. استحدث برامج اجتماعية استفادت منها الطبقة العاملة ودعم نقابات العمال ودعا إلى زيادة انخراط الدولة في الاقتصاد. علاوة على ذلك، ساعد بيرون الصناعيين وحظي بشعبية كبيرة واكتسب المزيد من الإعجاب بفضل زوجته إيفا، التي ناصرت حقوق العمال المهاجرين وكانت محبوبة بين الناس. كانت إيفا محبوبة للغاية لدرجة دفعت خوان بيرون لتشكيل الحزب البيروني النسائي في عام 1949، وهو جناح جديد ضمن حزبه في ظل قيادة إيفا. نظرًا للتضخم المتزايد والمشاكل الاقتصادية الأخرى والقمع السياسي المزعوم، أطاح الجيش ببيرون في عام 1955. حُظِر الحزب البيروني ولم تجرِ أي انتخابات مفتوحة مجددًا حتى عام 1973 حيث أُعيد انتخاب بيرون رئيسًا.
توفي بيرون في العام اللاحق، وتولت أرملته ونائبة الرئيس إيزابيل الرئاسة. ترك موت بيرون فراغًا كبيرًا في السلطة وسرعان ما أطاح الجيش بإيزابيل في عام 1976. سيطر المرشحون البيرونيون على الرئاسة في أعقاب العودة إلى الديمقراطية في عام 1983. خلال 37 عامًا من الديمقراطية، تولى البيرونيون الرئاسة لمدة 24 عامًا.
انتُخب كارلوس منعم رئيسًا في عام 1989 وخدم لولايتين متتاليتين على مدى عشر سنوات. انصب تركيزه الرئيسي على خصخصة المؤسسات التي تديرها الدولة واعتماد سياسات السوق الحرة وتحسين العلاقات الدولية مع الولايات المتحدة. عقب انهيار إدارة دي لاروا، تولى زعيمان بريانيان مؤقتان زمام الأمور: ادولفو رودريغيز سا، ثم إدواردو البرتو دوالده فيما بعد. تولى البيروني اليساري نيستور كيرشنير، الذي انتُخب في عام 2003، الرئاسة لفترة ولاية واحدة فقط، في حين تولت زوجته كريستينا فيرنانديز دي كيرشنير الرئاسة لولايتين (بعد انتخابها في عام 2007 وأُعيد انتخابها في عام 2011)، وعملت منذ عام 2019 حتى 2023 نائبًا للرئيس السابق ألبرتو فرنانديز.

## لمحة عامة
تشتمل ركائز النموذج البيروني، والمعروفة باسم «الأعلام الثلاثة»، على العدالة الاجتماعية والاستقلال الاقتصادي والسيادة السياسية. يمكن وصف البيرونية بأنها إيديولوجية الموقف الثالث لأنها ترفض كل من الرأسمالية والشيوعية. تتبنى البيرونية النزعة النقابوية وبالتالي فهي تهدف إلى التوسط والحياد في التوترات القائمة بين فئات المجتمع، مع بقاء الدولة مسؤولة عن التفاوض على حل وسط في النزاعات بين المديرين والعمال.
اكتسبت البيرونية شعبية في الأرجنتين عقب فشل حكومتها في الاستماع إلى احتياجات طبقة الشعب المتوسطة والاعتراف بها. عندما كان هيبوليتو يريغوين رئيسًا للأرجنتين، لم يولِ اهتمامًا لمناشدات العمال المطالبين بالحصول على أجور أفضل وظروف عمل أفضل بعد الحرب العالمية الأولى. اكتسب يريغوين سمعة سيئة لفشله في معارضة حكم الاقلية في الأرجنتين. وفقًا لتيريزا ميد في كتاب تاريخ أميركا اللاتينية الحديثة: 1800 إلى الوقت الحاضر، فشل يريغوين في «تأسيس نظام سياسي قائم على الطبقة المتوسطة في الفترة من 1916 إلى 1930، ويُعزى ذلك أساسًا إلى عدم امتلاك اتحاده المدني الراديكالي الإرادة أو الوسائل اللازمة لمعارضة هيمنة الأقلية بفعالية.» لم يغير الكثير ممن تولى السلطة الطريقة التي كانت الأمور عليها. مع ذلك، وظّف خوان بيرون، الذي كان ضابطًا عسكريًا آنذاك، خبراته في أوروبا وإعجابه بزعماء معينين كموسوليني لاستحداث جو سياسي جديد رأى أن من شأنه تحسين حياة المواطنين في الأرجنتين. على النقيض من يريغوين، أقر بيرون «أن الطبقة العاملة الصناعية لم تكُن عائقًا، وبالإمكان تهيئتها لتصبح أساسًا لبناء الدولة النقابوية التي دمجت بين مصالح العمل ومصالح القطاعات الكبيرة من البرجوازية الوطنية لتعزيز جدول الأعمال القومي.» 